# Babiana odorata
Babiana odorata és una espècie de planta bulbosa perenne de la família de les iridàcies endèmica del Sud d'Àfrica, en concret del sud-oest del Cap, típica de les zones del fynbos.

## Descripció
És una espectacular planta de flors molt vistoses que amb cura creix molt bé en cultiu i s'adapta als recipients profunds, jardineres, llits elevats i rocalles. Segons la Red List of South African Plants, es troba en estat d'amenaçada (endangered en anglés). El seu nom comú és baboon flower (flor de babuí), ja que aquests primats els agrada moltíssim alimentar-se de les flors d'aquesta planta. El nom genèric “babiana” deriva del mot germànic baviaantje el qual significa "petit babuí". El nom al·ludeix a les observacions fetes pels primers colons al Cap els quals es van adonar que la majoria dels babuïns Papio ursinus locals del sud eren molt parcials als seus corms. El botànic britànic JB Ker Gawler va establir formalment el gènere Babiana quan va descriure B. plicata Ker Gawl. (ara B. fragrans), l'espècie tipus, en la revista botànica de Curtis en 1802. L'epítet específic odorata fa referència a la seva fragància i olor.

## Morfologia
Presenta una tija principal d'uns 15 cm d'on hi surten les fulles lanceolades, estretes, rígides, amb pèls curts o gairebé sense pilositat. Les flors bilabiades i fragants són d'un color groc pàl·lid amb marques fosques en els tèpals més inferiors. Presenten una corol·la en forma de tub curt d'uns 10-14 mm de llarg. Les bràctees inferiors estan dividides en dues i l'ovari és densament pilós.

## Ecologia
Babiana odorata és un endemisme del sud d'Àfrica. Actualment la majoria de les poblacions estan fora dels límits de les reserves naturals i sobreviuen principalment a les butxaques fragmentades del renosterveld i a les terres agrícoles de propietat privada. És endèmica del bioma fynbos i es produeix en pisos, turons i vessants de les muntanyes de Malmesbury a Tulbagh, Wolseley i Wellington al sud-oest del Cap. S'ha tornat rara a Malmesbury i ara es troba més comunament al voltant Tulbagh i Wolseley al riu Breede Alt Valle. Creix en sòls argilosos, pedregosos fèrtils en la vegetació del Breede Shale Renosterveld (en africà: "terra de rinocerons"), sovint en associació amb altres geòfits de floració primaveral incloent Geissorhiza erosa de flors vermelles, l'orquídia de color rosa Satyrium erectum i la flor de formes blaves Lachenalia unifolia.